# Prêmio Carlos Magno
O Prêmio Carlos Magno é um prêmio do Carnaval do Florianópolis, que reconhece os talentos dos desfiles das escolas de samba locais em vários segmentos individuais e coletivos. É realizado pela Liga das Escolas de Samba de Florianópolis (LIESF) em parceria com o Grupo ND, detentor dos direitos de transmissão do carnaval com a NDTV. 
A primeira edição aconteceu em 2024, premiando doze categorias. A edição de 2025 adicionou outras quatro, totalizando dezesseis no total. 
Apesar do caráter oficial, o prêmio, assim como equivalentes similares em outras cidades como o Estandarte de Ouro, é feito por jurados a parte e é independente do resultado dos desfiles, que é feito por jurados externos escolhidos previamente. A entrega dos prêmios, que acontece cerca de um mês após os desfiles, foi descrito pelo presidente da LIESF Joel da Costa Junior como o "primeiro evento pós-Carnaval" de Florianópolis.

## Nome do prêmio
A premiação presta homenagem a Carlos Magno Pinto da Silva (1954-1992), artista plástico e carnavalesco que deixou um legado de contribuição para o carnaval e a cultura da cidade. Formado em Filosofia pela Universidade Federal de Santa Catarina (UFSC), realizou trabalhos e inovações no carnaval que o levaram a ser convidado para participar do Carnaval do Rio de Janeiro, mas preferiu permanecer em Florianópolis, tendo assinado enredos das escolas Os Protegidos da Princesa e Unidos da Coloninha, atuado como decorador dos carnavais da Avenida Paulo Fontes de 1981 a 1987 e criado o Natal das Luzes. Também é creditado a ele o apelido da cidade, “Ilha da Magia”.

## Categorias
Em sua primeira edição, no ano de 2024, o Prêmio Carlos Magno contou com doze categorias: Escola de samba, Bateria, Samba-enredo, Enredo, Comissão de Frente, Alegoria, Baianas, Intérprete, Mestre-sala e Porta-bandeira,Evolução, Harmonia e Fantasia. Em 2025, outras quatro categorias foram adicionadas: Passistas, Velha Guarda, Grupo Musical e Carnavalesco.

### Jurados
A coordenação geral do prêmio é de Marcelo 7 Cordas.
| Categoria                               | Carnaval de 2024             | Carnaval de 2025            |
| --------------------------------------- | ---------------------------- | --------------------------- |
| Melhores alegorias                      | Fátima da Costa Lima         | Ana Luiza Luz               |
| Melhor ala das baianas                  | Luiza Gutierres              | Luiza Gutierres             |
| Melhor bateria                          | Cristian Soares              | Leonardo Passos             |
| Melhor(es) carnavalesco(s)              | Categoria criada em 2025     | Luís Fernando Albalustro    |
| Melhor comissão de frente               | Solange Adão                 | Solange Adão                |
| Melhor enredo                           | Carol Lima de Carvalho       | Mariana Corale              |
| Melhor evolução                         | Carlos Eduardo Silva         | Aldelice Braga              |
| Melhores fantasias                      | Erson Paulo Trindade Pereira | Carla Nagel                 |
| Melhor grupo musical                    | Categoria criada em 2025     | Leonardo Oliveira           |
| Melhor harmonia                         | José Roberto Pereira da Luz  | José Roberto Pereira da Luz |
| Melhor intérprete                       | Verônica Kimura              | Verônica Kimura             |
| Melhor escola de samba                  | Aldelice Braga               | Marcelo 7 Cordas            |
| Melhor(es) mestre-sala e porta-bandeira | Sidney de Oliveira           | Jessé Cruz                  |
| Melhor ala de passistas                 | Categoria criada em 2025     | Andreia Zinda               |
| Melhor samba-enredo                     | Wagner Segura                | Carlos Eduardo Silva        |
| Melhor velha guarda                     | Categoria criada em 2025     | Carol Carvalho              |

## Premiados
| Categoria                               | Carnaval de 2024                   | Carnaval de 2025                                               |
| --------------------------------------- | ---------------------------------- | -------------------------------------------------------------- |
| Melhores alegorias                      | Unidos da Coloninha                | Acadêmicos do Sul da Ilha                                      |
| Melhor ala das baianas                  | Dascuia                            | Consulado                                                      |
| Melhor bateria                          | Consulado                          | Jardim das Palmeiras                                           |
| Melhor(es) carnavalesco(s)              | Categoria criada em 2025           | Christian Fonseca e Fernando Constâncio (Jardim das Palmeiras) |
| Melhor comissão de frente               | Unidos da Coloninha                | Os Protegidos da Princesa                                      |
| Melhor enredo                           | Unidos da Coloninha                | Jardim das Palmeiras                                           |
| Melhor evolução                         | Os Protegidos da Princesa          | Os Protegidos da Princesa                                      |
| Melhores fantasias                      | Unidos da Coloninha                | Embaixada Copa Lord                                            |
| Melhor grupo musical                    | Categoria criada em 2025           | Jardim das Palmeiras                                           |
| Melhor harmonia                         | Consulado                          | Consulado                                                      |
| Melhor intérprete                       | Alan Cardoso (Unidos da Coloninha) | Alan Cardoso (Consulado)                                       |
| Melhor escola de samba                  | Acadêmicos do Sul da Ilha          | Os Protegidos da Princesa                                      |
| Melhor(es) mestre-sala e porta-bandeira | Consulado                          | Dascuia                                                        |
| Melhor ala de passistas                 | Categoria criada em 2025           | Os Protegidos da Princesa                                      |
| Melhor samba-enredo                     | Jardim das Palmeiras               | Império Vermelho e Branco                                      |
| Melhor velha guarda                     | Categoria criada em 2025           | Embaixada Copa Lord                                            |

## Divulgação dos resultados e cerimônia de premiação
Os resultados do Prêmio são divulgados no domingo, após os desfiles, através dos canais oficiais da LIESF e dos veículos do Grupo ND. Os vencedores recebem uma placa metálica gravada com a logomarca da premiação e os nomes do quesito e dos titulares do prêmio. A cerimônia de entrega acontece algumas semanas depois do carnaval, em abril.